# Lethrus rotundicollis
Lethrus rotundicollis är en skalbaggsart som beskrevs av Leon Fairmaire 1866. Lethrus rotundicollis ingår i släktet Lethrus och familjen tordyvlar. Inga underarter finns listade i Catalogue of Life.